# Ю.Г.
«Ю.Г.» — российская рэп-группа из Москвы, образованная в 1998 году на основе команд «Стальная Бритва» и T.N.A. Squad. Название группы расшифровывается как «Южные головорезы», поскольку сами участники группы родом из Южного округа Москвы. В состав группы входили К.И.Т., Мэф, Макъ и Винт.
Автором почти всех текстов группы был Макъ, в то время как всю музыку для группы писал К.И.Т. Группа записывала материал в жанре хардкор-рэп. Визитной карточкой группы стал трек «Ещё один день, часть 2», записанный совместно с группой Nonamerz. В 2007 году группа распалась на два коллектива, которые просуществовали недолго: «МСК» («Мак с Китом») и «Винт и Мэф».
Группа заняла первое место на фестивале молодых исполнителей «Микро’99». Первый альбом группы, «Дёшево и сердито» (2000), был признан журналом «RAPпресс» одним из лучших рэп-альбомов 2000 года, был назван порталом Rap.ru одним из главных альбомов русского рэпа 2000 года, который со временем стал классикой русского рэпа.
Второй альбом группы, «Пока никто не умер» (2004), победил в номинации «Лучший хип-хоп-альбом 2004 года» на второй ежегодной церемонии Hip-Hop.Ru Awards 2004, был назван порталом Rap.ru одним из главных альбомов русского рэпа 2004 года, а также был назван российским изданием журнала Billboard одним из самых совершенных альбомов в истории отечественного хип-хопа.
В 2003 году газета «Московский комсомолец» назвала группу «Ю.Г.» одним из ведущих представителей русской хип-хоп-сцены, а журнал «Афиша» упомянул группу как одного из представителей хип-хоп-культуры Москвы. В 2015 году музыкально-развлекательный портал The Flow назвал «Ю.Г.» одним из лидеров московской андеграунд-сцены, а за стиль продакшена и откровенные текста сравнил группу «Ю.Г.» с американской рэп-группой Mobb Deep. В 2019 году группа «Ю.Г.» заняла шестое место в опросе «лучшая рэп-группа в истории российского хип-хопа» по мнению читателей сайта The Flow.

## История

### Создание группы
Осенью 1996 года Андрей «Кит» Чернышов вместе с Антоном «M.F.» Бобринёвым и ещё двумя знакомыми создали рэп-группу под названием Ice Brain. После распада группы оставшиеся двое участников, Кит и МэФ, образовали новую группу под названием T.N.A. Squad, которая позже сменила своё название на «Взвод 32/4» (где «32» — это 32-я буква алфавита «Ю», а «4» — это 4-я буква алфавита «Г»). В 1997 году на студии «Смысл Жизни» они знакомятся с участниками другой московской рэп-группы из района Бирюлево — «Стальная Бритва», в состав которой входили Александр «Макъ» Тищенко, Виктор «Винт» Кисткин и Вадим «Бэд» Слепов. Записываются первые треки. Песня «Самоубийство» вышла на сборнике «Рэпмания 1» на лейбле Pavian Records. За ней последовал трек «Стальная бритва», выпущенный на сборнике «Рэпмания 3». Музыку для трека «Самоубийство» сделал Андрей Кит. В 1997 году «Бэд» покидает состав группы «Стальная бритва» по причине службы в армии. 12 июня 1998 года обе группы «Стальная бритва» и T.N.A. Squad участвуют на фестивале молодых исполнителей «Микро’98» с песней «Хип-хоператория», но не занимают там призовых мест.
Объединившись, участники обеих групп создают новую группу под названием «Ю.Г.» («Южные Головорезы»), названную в честь Южного административного округа Москвы, откуда участники групп были родом. Название группы придумал Винт. Днём рождения группы считается 10 ноября 1998 года, именно в этот день участники группы сделали сведение их первой песни «Мы из Москвы». На следующий день один из участников группы, Винт, уходит служить в армию. Весной 1999 года в армию уходит ещё один участник группы, Макъ. 12 июня 1999 года группа «Ю.Г.» в составе двух человек, Кит и M.F., занимает первое место на фестивале молодых исполнителей «Микро’99». Объявление группы победителем было записано на видеокамеру и использовано в качестве аудио в песне «Интруха» (1999).
В 1999 году создаётся объединение «Семья Ю. Г.а». Основой объединения стала рэп-группа «Ю.Г.», которая в свою очередь состояла из групп «Взвод 32/4» (Кит и M.F.) и «Стальная Бритва» (Макъ и Винт). Также в «семью» вошли группа «Тени» (Стахей и Проп) и рэпер Clock Dre. Все рэперы представляли ЮАО и были известны по участию на сборниках лейбла Pavian Records в 1996—1997 годах. В таком составе в ноябре 1999 года объединение выпускает «Альбом» на лейбле RAP Recordz. В 2000 году к «семье Ю.Г.а» присоединились группы «Люди Солнца» (Будда и Эл) и «Южный Фронт» (Килатон, Миксовый и Мандр), но новых треков в составе «семьи» так и не вышло.

### RAP Recordz
Осенью 1999 года в офисе журнала «RAPпресс» участники группы «Ю.Г.» (Андрей «Кит» Чернышов и Антон «M.F.» Бобринёв) знакомятся с Дмитрием «Dime» Нечаевым, который на тот момент работал редактором журнала. Они показали ему трек «Посвящается всем» (записанный при участии Sir-J), после чего группы «Ю.Г.» и Nonamerz решили записать совместную композицию «Между двух океанов», вошедшую в дебютный альбом группы «Ю.Г.», «Дёшево и сердито». Следующим треком стала композиция «Ещё один день. Часть 2», записанная в марте 2000 года. О процессе записи песни Дайм рассказал в интервью-шоу «Inside Show»:
Мой куплет лежал в столе года два. Семпл для песни я нашёл в квартире у однокурсницы при подготовке к государственному экзамену, случайно поставив компакт-диск исполнителя Zucchero. Я забрал этот диск и так и не вернул ей его. На тот момент мы только познакомились с Мандром, услышав его на песне с ЮГами («Жизнь Проходит Зря!?»). На студии Dr N-Drey долго заставлял его исполнить куплет правильно. Когда КИТ сделал бит, он сказал, что они (Кит и M.F.) тоже поучаствует в песне. И насколько я знаю, эти текста они написали сами.
Песня вошла на сборник «Лучший хип-хоп» от лейбла RAP Recordz, который вышел 29 июля 2000 года. Благодаря ротации в тематической передаче «Freestyle» на радио Станция 2000 композиция стала большим хитом.
В 2000 году голландец Jean-Paul van Kouwen снял документальное кино HipHopHeroes: Underground Kings, в котором снялись группы «Ю.Г.», D.O.B. Community, Nonamerz и «Рабы лампы».
10 сентября 2000 года группа «Ю.Г.» выступила в качестве хедлайнера на финале фестиваля Adidas Streetball Challenge, который прошёл на площади Революции в Москве. Мероприятие посетило около 50 тысяч человек. Группа также выступила в качестве хедлайнера на таких масштабных мероприятиях, как «Хип-хоп Горбушка’00» и «РЭП-Перспектива».
Первый альбом группы «Ю.Г.», «Дёшево и сердито», был выпущен на аудиокассетах в декабре 2000 года на лейбле RAP Recordz в рамках акции «Революция свершилась», вместе с альбомами групп Nonamerz («Не эгоисты») и D.O.B. («M.C. — Мастера Слова»). На момент записи альбома двое участников группы, Виктор «Винт» Кисткин и Александр «С.О. Макъ» Тищенко, находились на службе в армии, поэтому свои куплеты Винт записал после возвращения из армии в апреле 2000 года, а Макъ записывал куплеты на студии во время увольнительных из армии. Во время одной из таких увольнительных за одну студийную сессию Макъ исполнил девять треков подряд, и все дубли с этой записи оказались окончательными. Всю музыку в альбоме спродюсировал Андрей «КИТ» Чернышов при поддержке Sir-J на двух треках («Посвящается всем», «Ода уходящего года»). Все текста для группы «Ю.Г.» написал Макъ, находясь в госпитале во время службы в армии. В 2005 году в интервью для рэп-портала Rap.ru Мак рассказал подробности записи альбома:
Я получил удовольствие, работая над ним. «Дёшево и сердито» был написан за неделю в туалете военного госпиталя, это было единственное место, где можно было писать. Мне кажется, не так важно, кто написал, работает-то весь коллектив. Разве кто-то интересуется, кто пишет песни Селин Дион? А человек неплохо зарабатывает. Или музыку Майклу Джексону.
Альбом переиздавался два раза. «Ещё дешевле, ещё сердитее» вышел 24 декабря 2001 года на лейбле RAP Recordz. В первое переиздание вошло три новых трека, а также видеоклип на песню «Ещё один день, часть 2».
С 2001 года группа начинает работать над новым альбом. К началу 2002 года было записано около десяти новых треков, которые впервые были исполнены на концерте «Это только начало» 24 февраля 2002 года, где также выступили группы Nonamerz и Da B.O.M.B.. Выпуск нового альбома под названием «Пока никто не умер» изначально был запланирован на май 2002 года, но позже был отложен на конец года.

### Respect Production
В середине декабря 2002 года группа «Ю.Г.» подписывает контракт с компанией «Respect Production» на выпуск второго альбома и на дальнейшую работу группы на лейбле Respect Production. Альбом был полностью перезаписан в течение 2003 года, поскольку «рэперы решили, что качество альбома их не устраивает».
Летом 2003 года коллектив покидает Мак, автор большинства текстов группы. Несмотря на это, он в последний раз выступил в составе группы на фестивале «Наши Люди-2003» в Лужниках 17 декабря 2003 года. А чуть позже выпустил провокационный трек «Почему Мак ушёл из ЮГа». В декабре 2003 года вышел клип на песню «Остаюсь таким же», который попал в ротацию на «MTV Россия» 8 декабря 2003 года. В песне каждый из участников коллектива говорил о своём видении того, как можно жить в сложившейся ситуации. Макъ не стал сниматься в клипе, потому что «он уже принял решение уйти из группы». В 2005 году в интервью для рэп-портала Rap.ru Мак рассказал подробности своего ухода, делая акцент на то, что основным заработком артиста на лейбле являются концерты, а не альбомы:
Человек ищет, где ему лучше. Мне не хочется быть публичным. Публичный человек подписывается на что-то. Он должен выглядеть как-то, вести себя. Мне не нравятся многие аспекты жизни артиста. Не нравится выступать. Последний раз я выступал на «Наших Людях», было интересно перед таким количеством народа. Мне не нужна ротация по телевизору - это смешно. У меня уже полтора года дома нет телевизора и вряд ли появится. Мне не нравится ездить по гастролям. В какой-то момент я сказал, что не буду ездить, мне важнее, что происходит здесь. Ну неинтересно. Мне нравится работать на студии, это интересно.
5 февраля 2004 года на лейбле Respect Production вышел второй альбом группы, «Пока никто не умер». Именно он принёс наибольшую популярность группе. Презентация альбома состоялась в день выхода альбома в московском клубе Downtown. Помимо самих «Южных Головорезов» (без «Мака») на концерте выступило много их друзей: Лигалайз, D.O.B., «Карандаш», Da B.O.M.B., Big Black Boots, «На Грани», DJ Хобот. Каждому купившему билет на акцию бесплатно вручили аудиокассету с новым альбомом.
Главный текстовик группы, Мак, оказался недоволен результатом:
Конечно, альбом как ребёнок, но… Пиррова победа, понимаешь? Высасывание из пальца, размусоливание на пустом месте. Смотришь на первый и думаешь, как бы не повториться. Эта социальщина перестала быть близкой. И потом, всё время думали над смыслом. Смысл-смысл-смысл. В чём отличие русского рэпа от украинского? Там больше на технику упор, на музыкальность, а у нас на содержание. А ведь хочется и фишек каких-то и чего-то интересного.
18 февраля 2005 года на лейбле Respect Production выходит сборник песен группы «Ю.Г.» в формате MP3. На диск вошли: классический дебютный альбом «Дёшево и сердито», принесший группе всероссийскую известность; лучший рэп-альбом 2004 года «Пока никто не умер»; видеоклипы «Ещё один день» и «Остаюсь таким же» и более тридцати совместных проектов с участниками групп Каста, Nonamerz и DA B.O.M.B., собранных на одном носителе.
В июле 2005 года дебютный альбом группы, «Дёшево и сердито», был полностью перезаписан с новым звучанием и переиздан на лейбле Respect Production под названием «Дёшево и сердито 2005». По словам одного из руководителей лейбла Respect Production, Багса, цель переиздания состояла в том, чтобы довести материал до того качества, которое было недостижимо во время записи этой пластинки. Несмотря на то, что Мак принял участие в перезаписи этого альбома, позже он прокомментировал его так:
Перезаписывать альбом - это значит тянуть мёртвого кота за яйца. Это ж какой должен быть архизамечательный продукт, чтобы с него снимать столько пенок!
В составе трио группа выступила на фестивале «Splash! In Russia» 4 июня 2005 года. Также группа дала большой концерт на телеканале О2ТВ в программе «Брать живьём» 5 февраля 2007 года, где были исполнены пять новых песен: «Молодые гении», «Писатели», «Знакомьтесь, это люди», «Динамо» и «Вопросы сходу». В 2007 году группу внезапно покидает К.И.Т. — битмейкер и один из самых ярких MC проекта. Коллектив «Ю.Г.» прекращает своё существование.

### После распада
В 2007 году К.И.Т. вновь объединяется с Мак’ом. Одним из плодов их творческой деятельности стала серьёзная политическая песня с участием Maestro A-Sid под названием «Сами». В 2008 году у их проекта появляется название — «МСК». Что означает не только «Москва», но и «Мак с Китом». По словам участников коллектива, это основные, но не единственные версии. «МСК» даёт несколько концертов с живым составом музыкантов (программа состоит исключительно из песен «Ю.Г.а») и приступает к записи альбома. В интернете появляются некоторые треки: «Скоро 30» и «Парочки». В 2010 году Мак покинул группу «МСК» и начал заниматься IT-технологиями. Кит продолжает работать в качестве битмейкера, с его битами записываются альбомы «Наше дело» Jeeepа, «Папина работа» Гека, «Сила сопротивления» «25/17» и «Грот».
После распада группы «Ю.Г.» другие участники группы, Винт и Мэф, также продолжили творческую деятельность. В 2008 году они начали работу над совместным альбомом и выпустили 7 апреля первый трек «Про-За». 12 февраля 2009 года Винт и Мэф выпустили видеоклип на песню «Большой город». Выход релиза совместного проекта под названием «Огонь в глазах» был отложен на неопределённый срок, поскольку в апреле 2009 года Мэф попал в тюрьму, его причислили к виновникам печальной автокатастрофы, которая повлекла за собой несколько человеческих жертв. По заявлению родственников рэп-исполнителя, «коррумпированными представителями власти он был сделан виновником происшествия. Добиться справедливости в суде не удалось, оставалось только ждать освобождения». Мэф освободился от заключения в июле 2011 года. В 2013 году увидел свет их первый и единственный альбом «Огонь в глазах». В записи альбома приняли участие Jeeep, Sir-J, DJ Nik One, Шарп, Рива, Лигалайз, i1, НАГрани, Панама. Помимо этого проекта Винт выпустил два сольных альбома, «Вперёд шаг» (2010) и «Не ценим время» (2011), а также совместный альбом с Шарпом «Живи сердцем» (2010) в рамках проекта «Наше Дело».
25 марта 2016 года Андрей КИТ выпустил 20-минутный документальный фильм ЮГ: Последнее слово. Режиссёром и оператором фильма выступил Стас Стэпман. Своими мнениями, личным знакомством и воспоминаниями делятся Влади (Каста), «25/17», Jeeep, Al Solo, MC 1.8, Джи Вилкс, Maestro A-Sid, «ГРОТ», Ян Сурвило, Дмитрий «Габонская Гадюка» Егоров, Евгений Цыганов и другие. В интервью сайту The Flow Андрей КИТ прокомментировал этот фильм так: «Это моя личная благодарность ЮГовским временам и всем, кто попал и не попал в этот фильм». Режиссёр фильма Стас Стэпман дал свою оценку картине: «ЮГ для меня особенная группа, это прямая ассоциация с Москвой: заводы, многоэтажки, подземка, особое дыхание того времени. Идея пришла внезапно, фильм мы снимали в несколько заходов, так как я живу в Питере».
22 апреля 2016 года Андрей Кит выпустил «Послесловие» — сборник ремиксов на лучшие треки группы «Ю.Г.» В интервью хип-хоп-порталу Hip-Hop 4 Real Андрей КИТ прокомментировал этот релиз так: «Иногда называю всё это попыткой поплясать на костях или срубить, как говорится, на славном боевом прошлом. Однако мы же с вами всё понимаем, верно? Если серьёзно, то это мой личный поклон тому времени.».
15 мая 2021 года умер бывший участник группы «Ю.Г.», Виктор «Винт» Кисткин. Ему было 43 года.
В ноябре 2021 года симфонический оркестр «Глобалис» представил инструментальные версии хитов группы «Ю.Г.».

## Стилистика
Стиль группы «Ю.Г.» можно назвать жёстким и агрессивным. Лирика преимущественно носит социально-политический характер. В песнях группы затрагивался широкий круг вопросов: деградация современного социума («Когда были молодыми», «Так как есть», «Три хороших девочки»), совесть («Запомни, сын», «Маски», «Между двух океанов»), смысл человеческой жизни («Холоднокровные», «Пока никто не умер», «Последнее слово»), политический протест («Поколение», «Игры патриотов»), бытописание жизненных ситуаций («Мутно», «Гастрольная»).
Темы композиций группы затрагивают широкий круг вопросов: от философии, поиска смысла жизни, вопросов добра и зла до социальных и бытовых проблем, с которыми ежедневно сталкивается каждый, при этом в песнях нет ни одной строчки неправды или вымысла. Все истории — это истории из жизни «Ю.Г.ов» и их близких друзей.
В 2004 году портал Rap.ru написал о группе: «ЮГ отличался жёстким стилем и бескомпромиссными текстами, как правило — социальной направленности».
Газета «Новые Известия» упомянула группу «Ю.Г.» в октябре 2004 года: «Такие команды, как „Каста“, „Крёстная семья“ и „Ю.Г.“, рассказывают о том, что происходит вокруг: о нищете, о криминале, о драках, о любви и о надеждах нового поколения. Но на широкое признание, как, впрочем, в своё время было с рокерами, им пока рассчитывать не приходится.».

## Конфликты
За время своего существования у группы «Ю.Г.» случались заметные конфликты (традиционно называемые бифами) с другими рэп-музыкантами, выражавшиеся в записанных группой диссах:

### G-Style M.A.F.I.A.
Наиболее известен биф между Ю. Г. и G-Style M.A.F.I.A. В 2002 году группа G-Style M.A.F.I.A. при участии своего продюсера Master Spensor записала песню «Все вокруг ненавидят нас», в которой критиковалась политика российских рэп-лейблов RAP Recordz, Respect Production и 100PRO. В ответ артисты RAP Recordz выпустили два дисса: «Реквием (Хуй-Ли-Ганы)» («На Грани», Nonamerz и Мёртвый К. И.Т.) и «Валерьяныч» (Ю. Г. и Dr. N-Drey). Особенную известность получила песня «Валерьяныч», в которой жёстко высмеивалась группа G-Style M.A.F.I.A и её претензии на статус «гангстеров» и «жителей гетто». Ответа со стороны G-Style не последовало.

### Big Black Boots
Чуть менее известен конфликт между группами «Ю.Г.» и Big Black Boots. В 2001 году группой «Ю.Г.» записан трек «Отбивная», в котором критикуются «люди, создающие хип-хоп смешным и детским». По обилию ненормативной лексики, описаний жестокостей и угроз песня выделяется даже среди традиционно жёстких диссов. Напрямую в тексте песни названа только группа Big Black Boots. Однако вскоре конфликт был исчерпан, и в 2004 году «Ю.Г.» и лидер Big Black Boots, G-Wylx, даже записали совместную песню «Осторожно» для сборника «Big Black Bootiq. Box 1».

## Чарты и ротации
С августа 1999 по май 2001 года песни из первого альбома звучали в программе «Freestyle» на радио «Станция 2000», включая их хит «Ещё один день. Часть 2» (feat. Nonamerz & Мандр).
В 2003 году песни «Родителям», «Ещё один день. Часть 2», «Пока никто не умер», «Игры патриотов», «Три хороших девочки», «Сделай вдох» и «Новый раунд/Свежая кровь» группы «Ю.Г.» прозвучали в хип-хоп-передаче «Фристайл» на «Нашем Радио».
По данным интернет-проекта Moskva.FM, 5 песен группы «Ю.Г.» были в ротации нескольких российских радиостанций с 2007 по 2011 год: «Ещё один день. Часть 2» — на «Радио NEXT» (2007—2011), «Остаюсь таким же» — на «ЮFM» (2010—2011), «Пока никто не умер» — на «Радио NEXT» в 2007 году, «Родителям» — на «Радио NEXT» и «DFM» в 2008 году и «Глядя вверх» — на «Радио NEXT» в 2007 году. При этом песня «Ещё один день. Часть 2» (Nonamerz, «Ю.Г.» и Мандр) является самым популярным треком группы на радио, который за четыре года с 2007 по 2011 год прослушали 4 тысячи раз.

## Участники
- Андрей Кит (1998—2007) — MC, основной битмейкер группы
- С. О. Макъ («Святой Отец Макъ») (1998—2003) — MC, автор большинства текстов
- Винт (1998—2007) — MC
- МэФ (1998—2007) — MC

## Дискография
Студийные альбомы
- Дёшево и сердито (2000)
- Пока никто не умер (2004)

Переиздания
- Ещё дешевле, ещё сердитее (2001)
- Дёшево и сердито 2005 (2005)
- Послесловие (2016)

В составе объединения Семья Ю. Г.а
- Альбом (1999)

Компиляции
- Это только начало (Live) (совместный концерт Ю.Г., Nonamerz и Da B.O.M.B.) (2002)
- ЮГ — «MP3» (2005)

## Видеоклипы
- «Ещё один день. Часть 2» (2001)
- «Остаюсь таким же» (2004)

## Фильмография
- 2000 — Документальный фильм HipHopHeroes: Underground Kings
- 2016 — Документальный фильм ЮГ [Последнее Слово] (архивные видеозаписи)